# Fanna
För andra betydelser, se Fanna (olika betydelser).
Fanna är en ort och kommun i regionen Friuli-Venezia Giulia i nordöstra Italien och tillhörde tidigare även provinsen Pordenone som upphörde 2017. Kommunen hade 1 665 invånare (2018) och gränsar till kommunerna Arba, Cavasso Nuovo, Frisanco och Maniago.